# Felice Invernici
Felice Invernici (Bergamo, 24 ottobre 1961) è un attore, doppiatore, dialoghista e direttore del doppiaggio italiano.
Attivo a Milano, è principalmente noto per aver doppiato il personaggio di Shaka in Cavalieri dello Zodiaco,  Donatello nelle serie delle Tartarughe Ninja, Hiei in Yu degli spettri, Neji Hyuga in Naruto e Bakura Ryou/Yami Bakura in Yu-Gi-Oh!.

## Televisione
- I cinque del quinto piano – serie TV (Canale 5, 1988)
- Bim Bum Bam – programma TV (Canale 5, 1992-1997; Italia 1, 1997-2000)
- Ciao Ciao Mattina – programma TV (Italia 1, 1992-1998)
- L'albero azzurro – programma TV (Rai 2, 2002-2004)

## Teatro
- Comprese le mamme e le sorelle (1984)
- Oreste (1985)
- Peer Gynt (1986)
- I miserabili (1987)
- Igne Migne (1987)
- Elvira o la passione teatrale (1988)
- Stella (1989)
- Il conte di Carmagnola (1990)
- I calapranzi (1992)
- Il cornetto acustico (1993)
- Tartufo (1998)
- Maria Stuarda (2000)

## Doppiaggio

### Serie televisive
- David Burtka e Taran Killam in How I Met Your Mother
- Chris Widdup in Le redini del cuore
- Richard Yee in Tartarughe Ninja - L'avventura continua

### Film
- Michael Biehn in 2012 - L'avvento del male
- Jack Noseworthy in Undercover Brother
- Jason Marsden in Supereroi per caso: Le disavventure di Batman e Robin
- Beau Clark in Dark Wolf
- Aaron Radl in L'incendiaria
- Anthony McKinley in Due sballati al college
- Shaun Sipos in The Skulls III
- Bill Rodgers in The Calcium Kid
- Jonathan Fior in Si Nightmare

### Film d'animazione
- Neji in Naruto Shippuden - L'esercito fantasma, Naruto Shippuden - Il maestro e il discepolo e Naruto Shippuden - Eredi della Volontà del Fuoco, Naruto - Il film: La prigione insanguinata, Naruto - La via dei ninja
- Sasumi Kodai in Corazzata spaziale Yamato, Addio Yamato, Yamato - Il nuovo viaggio
- Seiji Komatsu in È quasi magia Johnny: Una difficile scelta (entrambi i doppiaggi), Orange Road The Movie: ...e poi, l'inizio di quella estate... (secondo doppiaggio)
- Asuma Shinohara in Patlabor: The Movie e Patlabor 2: The Movie
- Yoshitsune Miyanmoto in Applessed
- Ryo Hibiki in Borgman: The Last Battle
- Kermit la rana in I Muppet alla conquista di Broadway
- Roger in Plastic Little
- Kōji Inagaki in L'equazione del professore
- Haruka Alford in Oni - carne ed acciaio
- Aki-chan in Sensitive Pornograph
- Tapion in Dragon Ball Z - L'eroe del pianeta Conuts (ridoppiaggio)
- Coniglio n.4 in La grande caccia all'Uovo di Pasqua
- Virgo in I Cavalieri dello zodiaco - La leggenda del Grande Tempio
- Nakameguro, sacerdote e zio di Shizuka in Doraemon - Il film 2

### Serie d'animazione
- Virgo in I Cavalieri dello zodiaco (ep. 55-73), I Cavalieri dello zodiaco - Saint Seiya - Hades, Saint Seiya - I Cavalieri dello zodiaco (serie 2019), I Cavalieri dello zodiaco - Saint Seiya: Soul of Gold
- Aquarius (ep.67-68,106-107), Cavaliere Fiamma, Scorpio (ep. 36, 111, 113), Micene di Sagitter (ep.38-41,64-65), Luxor, Unicorno, Pegasus da bambino (ep. 51) e Sirio da bambino (ep. 49) ne I Cavalieri dello zodiaco
- Donatello (1987) in Tartarughe Ninja alla riscossa, Tartarughe Ninja e Teenage Mutant Ninja Turtles - Tartarughe Ninja (stagione 4 e 5)
- Infinity Beyond e Jordan Greenway in Inazuma Eleven GO
- Gamma in Inazuma Eleven GO Chrono Stones
- Neji Hyuga in Naruto e Naruto: Shippuden
- Roy in Siamo quelli di Beverly Hills
- Nick Goday in Forza campioni
- Luca in A tutto gas
- Sushiaki Karasawa in Hen - Bizzarro
- Sig. Mikage in Ayashi no Ceres
- Tauri e Mizufusen in Dragon Ball, Soul Velox
- Yuri Ivanov in Beyblade
- Siura ne Il libro della giungla
- Adolf degli Eisen Wolf in Let's & Go WGP
- Vigilante in Justice League Unlimited
- Asuma Shinohara (OAV) in Patlabor
- Shichiroji in Samurai 7
- Oscar in Memole dolce Memole
- Kiminobu Kogure in Slam Dunk
- Kawn in Danny Phantom
- Bakura Ryou/Yami Bakura in Yu-Gi-Oh!
- Jagger Princeton in Yu-Gi-Oh! GX
- Richie in Pokémon Chronicles
- Hiei in Yu degli spettri
- Ponygon/Shneider in Zatch Bell!
- Nicholas Poliakoff  (2ª voce) in Code Lyoko
- Michael (Seiji Komatsu) in È quasi magia Johnny e negli OAV

### Videogiochi
- Sibrando in Assassin's Creed[1]
- Donatello in TMNT
- Dan in Obscure
- Ynir Ap Cadfarch in Assassin's Creed: Valhalla[2]
- Ota Gyuichi in Assassin's Creed Shadows [3]

### Programmi televisivi
- Pupazzo Dodò ne L'albero azzurro (dal 2002 al 2004)